# Valgsystem
Et valgsystem er de regelsæt, som anvendes, når stemmer på partier og kandidater ved valg transformeres til mandater for partier og kandidater.

## Flertalsvalgs-metoder
Flertalsvalgs-metoder er en fællesbetegnelse for valgformer, hvor valgets slutresultat er, at der bliver valgt lige så mange kandidater, som hver person kan afgive stemmer. Det mest almindelige er systemer, hvor hver person har én stemme, og der skal vælges én kandidat, men eksempelvis Palestina og Maldiverne har valgsystemer, hvor der skal vælges X kandidater, og personer med stemmeret har X stemmer. Dette er kendt som blokafstemning.
Flertalsvalg kan opdeles i fire kategorier; flertalsvalg i enkeltmandskredse, blokafstemning, alternative stemmer og flerrunde-systemer.

### Flertalsvalg i enkeltmandskredse
Flertalsvalg i enkeltmandskredse er en valgmetode, der især anvendes i Storbritannien og de lande, der har været under britisk indflydelse i perioder, f.eks. Australien, Canada, Indien og USA.
Flertalsvalg i enkeltmandskredse er den simpleste valgform, der eksisterer. Vinderen af en kreds er simpelthen den person, der har fået flest stemmer. Der behøver ikke at være et flertal, der har stemt for den givne kandidat; eksempelvis kan man forestille sig, at 3 kandidater stiller op til valg, én får 10% af stemmerne, én får 40% af stemmerne, én får 35% af stemmerne og 15% stemmer blankt. Vinderen af afstemningen vil være kandidaten, der får de 40%. Dette betyder dog at den store vinder af valget bliver det parti, der vinder flest kredse. Derfor er det ikke lig med, at det parti har fået flest stemmer.
Fordele ved flertalsvalg i enkeltmandskredse
- Det er let for vælgerne. Der skal foretages et valg mellem to partier; hvis der findes mere end to partier, forventes det at de andre partier dør ud.
- Der vil typisk opstå et-parti-regeringer. Koalitionsregeringer er undtagelsen frem for reglen. Dette giver større politisk handlerum for de vindende parter.
- Det mindre parti har nok sæder til effektivt at være "vagthund" overfor regeringen. Det mindre parti er også et realistisk alternativ til det vindende parti.
- Systemet understøtter brede partier. I fragmenterede lande, med blandede etniske og religiøse tilhørsforhold bliver partierne tvunget til at henvende sig til alle, hvilket gør partierne mere helhedsorienterede.
- Ekstremistiske partier bliver ikke valgt.[kilde mangler]
- De, der bliver valgt, repræsenterer et enkelt område. Man forventer, at den valgte vil gøre mere for sin egn end ellers.

Ulemper ved flertalsvalg i enkeltmandskredse
- Minoritetspartier bliver ekskluderet fra ligelig repræsentation.
- Systemet kan fremprovokere oprør fra de grupper, der ikke synes, at de har mulighed for at blive repræsenteret.
- Hvor man er valgt bliver vigtigere end politiske værdier.
- Et højt antal "spildte stemmer". Langt over halvdelen af stemmerne kan gå til nogen, der ikke bliver valgt (op til 49%, hvis kun to partier stiller op).
- Det store antal spildte stemmer betyder også, at der i lande med flertalsvalg typisk er en markant lavere valgdeltagelse end i lande med proportionalvalg. Mange undlader således at stemme, hvis deres foretrukne kandidat forventes at tabe, hvormed stemmerne er spildte.
- Mulighed for urimelige kandidatantal. I USA og Indien har valgkredsenes indbyggertal ikke direkte sammenhæng med valgkredsens stemmer. Det vil altså sige, at nogle regioner bliver "overrepræsenteret" ved valg.[kilde mangler] Republikanerne i USA har været kriseret for at spekulere i dette ved opdeling i valgdistrikter.[kilde mangler]
- Muligheden for at et mindretal af vælgerne kommer til at sidde på et flertal af mandaterne. I USA er det forekommet at et mindretal har valgt en præsident, selv om flertallet ønskede den anden kandidat.

Eksempel på konsekvenserne af Flertalsvalg i enkeltmandskredse fra valget til underhuset i Storbritannien i 1982
| Stemmeandel  | Stemmeandel  | Stemmeandel | Stemmeandel | Stemmeandel |
| ------------ | ------------ | ----------- | ----------- | ----------- |
|              |              |             |             |             |
| Conservative | Conservative |             | 42.43%      | 42.43%      |
| Labour       | Labour       |             | 27.57%      | 27.57%      |
| SDP–Liberal  | SDP–Liberal  |             | 25.37%      | 25.37%      |
| Others       | Others       |             | 4.63%       | 4.63%       |

| Andel sæder i parlamentet | Andel sæder i parlamentet | Andel sæder i parlamentet | Andel sæder i parlamentet | Andel sæder i parlamentet |
| ------------------------- | ------------------------- | ------------------------- | ------------------------- | ------------------------- |
|                           |                           |                           |                           |                           |
| Conservative              | Conservative              |                           | 61.08%                    | 61.08%                    |
| Labour                    | Labour                    |                           | 32.15%                    | 32.15%                    |
| SDP–Liberal               | SDP–Liberal               |                           | 3.54%                     | 3.54%                     |
| Others                    | Others                    |                           | 3.23%                     | 3.23%                     |

### Blokafstemning
Blokafstemning minder om flertalsvalg i enkeltmandskredse, bortset fra, at der vælges mere end én kandidat, og hver vælger har lige så mange stemmer, som der skal vælges kandidater. I de fleste blokafstemnings-systemer kan vælgeren "stemme blankt" med et antal af sine stemmer, og kan altså stemme på mellem 0 og antallet af valgpladser.
Fordele og ulemper ved blokafstemning
- Systemet kan give mulighed for at kandidater, der ikke tilhører to store partier kan blive repræsenteret i et parlament.
- Systemet medfører dog som oftest, at der blot bliver valgt flere kandidater fra de store partier, og resultatet kan blive endnu mere disproportionalt end ved flertalsvalg i enkeltmandskredse.

### Alternative stemmer
Alternative stemmer er ikke et særlig udbredt system, men det anvendes i Australien, og lande i nærheden af Australien har ofte indarbejdet elementer fra alternative stemmer-systemet. Der skal vælges én kandidat i en kreds, men vælgerne har mulighed for at prioritere samtlige kandidater; deres favorit-kandidat får nr. 1, deres næst-favorit får nr. 2, og så videre. Hvis én kandidat har mere end 50% af nr. 1-stemmer, så bliver kandidaten valgt. Hvis ingen har mere end 50%, så går den kandidat med færrest nr. 1-stemmer ud, og kandidatens nr. 2-stemmer bliver lagt oven i de andre kandidaters stemmer. Denne proces fortsætter, indtil en kandidat har mere end 50% af stemmerne.
Fordele og ulemper ved alternative stemmer
- Folk kan uden at være bange for stemmespild stemme på deres favoritkandidat
- Kandidater prøver at henvende sig bredere for at opnå andenprioritet ved andre kandidaters vælgerskarer.
- Mindre partier kan opnå indflydelse ved at "sælge" deres partiers andenprioritetsstemmer.
- Der kræves mere af vælgerne end ved flertalsvalg
- Der er stadig egnsrepræsentation, og systemet kan fremprovokere mere regionalt fokus end ønskeligt.

### Flerrunde-systemer
Flerrunde-systemer er et system, hvor der skal vælges en enkelt kandidat. Hvis første afstemningsrunde ikke giver en kandidat mere end 50% opbakning, så falder den kandidat, der fik den laveste tilslutning ud, og en ny afstemning planlægges mellem de tilbageværende kandidater. Det mest almindelige er to-runde-systemer, hvor kun de to kandidater, der fik flest stemmer i første omgang går videre til anden afstemning, eller to-runde-systemer, hvor kun den kandidat med færrest stemmer går ud af valget, og vinderen af anden omgang er den person, der får flest stemmer, uanset om der er tale om et absolut flertal eller ej. Ingen lande har i øjeblikket valg med mere end to runder. Valgsystemet anvendes til præsidentvalg i Frankrig og i lande, der har været under fransk indflydelse, f.eks. Monaco, Mali, Den Demokratiske Republik Congo og Egypten.
Fordele og ulemper ved flerrunde-systemer
- Systemet er dyrere end de andre metoder, fordi der skal planlægges mere end én valgrunde.
- Der kan spores en stor vælger-apati ved anden afstemningsrunde.
- De negative træk ved flertalsvalg i enkeltmandskredse findes også i dette system.
- Vælgere har mulighed for at vælge deres næst-favorit eller for at bestemme sig om mellem runderne.
- Kandidater, der ikke er blandt de to øverste i første runde, vil opfordre deres vælgere til at stemme på en bestemt kandidat, en opfordring, der kan "sælges" for indflydelse.
- Systemet er mere simpelt for vælgere end systemet med alternative stemmer.

## Proportionale valgmetoder
Det overordnede mål for proportionale valgsystemer er, at antallet af stemmer, et parti får, afspejles i den parlamentariske sammensætning. Hvis et parti får 40% af stemmerne, så forsøger proportionale valgmetoder på forskellig vis at sikre, at partiet også får omkring 40% af sæderne i parlamentet. Proportionale valgmetoder er udbredt i Vesteuropa og Latinamerika.
Systemerne til opnåelse af proportionalitet afviger ganske meget fra hinanden; først og fremmest er der stor forskel på, hvor mange procent af stemmerne et parti skal have for at blive repræsenteret. I Danmark skal partier i praksis have 2% af stemmerne, i Tyskland normalt 5%, og i det sydafrikanske valg i 1994 var der ingen minimumsgrænse. Derudover er der forskel på, om der er én afstemningsliste for hele landet (som i Nederland) eller der er regionale lister (som i Danmark). 
Danmarks og Tysklands valgsystem minder en del om hinanden:
- I Danmark skal partier have mindst 2 % af stemmerne eller et kredsmandat for at for at få tillægsmandater. Der findes også en tredje, mere kompliceret regel, der kan udløse tillægsmandater. Kredsmandaterne fordeles ved forholdstalvalg i storkredse. I Danmark kaldes 2 % grænsen for "spærregrænsen" og der er ikke udbredt kendskab[kilde mangler] til de to andre muligheder for at få tillægsmandater.
- I Tyskland skal partier have mindst 5 % af stemmerne eller tre kredsmandater for at få tillægsmandater ved forbundsdagsvalget. (Ved landsdagsvalgene er grænsen 1-2 kredsmandater). Kredsmandaterne fordeles ved flertalsvalg i enkeltmandskredse. Der afgives to stemmer per vælger: Erststimmen til kredsmandatvalget, Zweitstimmen til tillægsmandatvalget. Ved forbundsdagsvalget i 1994 fik PDS 4,4 % af stemmerne, men 4 kredsmandater i Berlin og dermed tillægsmandater. Der har været flere retssager om 5 % reglen i Tyskland.[kilde mangler] I Tyskland kaldes 5 % grænsen for "die Sperrhürde" eller "die Sperrklausel". Enkelte mindretalspartier i Tyskland er fritaget for "die Sperrklausel", fx Sydslesvigsk Vælgerforening.

Sverige og Norge anvender valgmetoder lignende de danske.
Den endelige fordeling foretages efter en matematisk fordelingsmetode, fx D'Hondts metode.
Proportionale valgmetoder kan inddeles i 3 kategorier; listeopstilling, blandet proportionalitet og enkelt overførbar stemme.

### Listeopstilling
Den mest simple form for listeopstilling er, at hvert parti leverer en liste med kandidater og deres rækkefølge. Vælgerne kan så stemme på et parti, og alt efter, hvor mange stemmer, partiet får, så bliver de øverste kandidater på partiets egen liste valgt. En mere avanceret form er den danske, hvor personlige stemmer har betydning for, hvilke kandidater, der bliver valgt, og der er frit valg mellem at stemme på en kandidat eller på et parti. 
Fordele ved listeopstilling
- Antal stemmer bliver (næsten) direkte omsat til antal af pladser i parlamentet.
- Meget få "spildte stemmer".
- Minoritetspartier kan opnå repræsentation i parlamentet.
- Partier bliver inciteret til at opstille meget forskellige kandidater på deres liste.
- Partier er interesserede i alle valgkredse.
- Sandsynligheden for at kvinder vælges øges kraftigt.
- Sikrer langtidsplanlægning bedre end to-parti-systemer (på grund af, at der typisk vil være bredere samarbejde).
- Der kan arbejdes med skiftende flertal, hvilket gør systemet mere repræsentativt.

Ulemper ved listeopstilling
- Koalitionsregeringer er uegnede til at træffe hurtige beslutninger, når det er påkrævet.[kilde mangler]
- Partisystemet indeholder mange flere partier, hvilket kan gøre små partier i stand til at "afpresse" større partier.
- Ekstremister har lettere ved at opnå repræsentation og øge deres popularitet.[kilde mangler]
- Samarbejdet mellem partier er mere udtryk for partiernes holdninger end for vælgernes holdninger.
- Større partier kan ved at skifte samarbejdspartnere blive siddende i regering efter regering på trods af utilfredsheder.
- Der er typisk lav kontakt til regionen i hvilken en kandidat er blevet valgt
- Partierne kan siges at have større indflydelse end vælgerne.[kilde mangler]
- Listeopstillinger kræver, at vælgerne har et klart indtryk af, hvad et parti står for.
- Systemet gør det vanskeligere at optælle stemmer end et system med flertalsvalg i enkeltmandskredse.
- Vælgeren risikerer at hans stemme går til en kandidat han er uenig med, blot fordi denne er medlem af samme parti som den han har stemt personligt på.

### Blandet proportionalitet
Blandet proportionalitet er systemer, hvor nogle af kandidaterne vælges ved flertalsvalg og nogle bliver valgt fra lister. Nogle kandidater vælges direkte ved et flertalsvalg i en enkeltmandskreds, og listerne anvendes til at sørge for, at der er proportionalitet. Hvis et parti f.eks. får 10% af stemmerne på landsplan, men ikke vinder nogen kredsmandater, så anvendes listemandaterne til at sikre, at partiet får omkring 10% af mandaterne i parlamentet. Borgerne har to stemmer, en partistemme og en stemme på en lokal kandidat. Systemet gør, at proportionaliteten opretholdes i parlamentet, men der er samtidig en grad af regional repræsentation. 
Fordele og ulemper ved blandet proportionalitet
- Borgerne har to stemmer.
- Systemet sikrer både proportionalitet og regional repræsentation.
- Valget til regionalkandidat er mindre vigtigt end partivalget, da antallet af mandater bliver afgjort ved den nationale stemme.
- Systemet kan fremme strategiske stemmer – det kan være bedre at stemme på et andet parti end det foretrukne ved enkeltmandsvalget.

### Enkelt overførbar stemme
Systemet fungerer ved, at der er flere parlamentspladser i hver valgkreds, og at vælgerne giver kandidaterne en prioriteret rækkefølge, som ved alternative stemmer. Vælgerne behøver ikke at prioritere alle kandidaterne. Herefter tæller man op, hvor mange stemmer, der kræves for at vinde et mandat ud fra formlen: Kvote = (afgivne stemmer / antal pladser) + 1
Hvis en kandidat har flere 1.prioritetsstemmer end kvoten, så går kandidaten videre. Hvis der ikke er nogen kandidater, der har stemmer nok, så går kandidaten med færrest 1.prioritetsstemmer ud, og kandidatens stemmer fordeles på deres andenprioriteter. Dette vil før eller siden medføre, at en kandidat har flere stemmer i sin bunke end kvoten.
Hvis kvoten er f.eks. 900 stemmer, og en kandidat har 1000 stemmer i sin bunke, så har kandidaten 100 overskydende stemmer. Det betyder, at stemmerne på kandidaten kun er "blevet brugt" 90%. De 1000 stemmer gælder herefter for 10% af en stemme, og fordeles på deres andenprioriteter. I den mere manuelle variant trækkes de 100 overskydende stemmer tilfældigt ud og fordeles efter deres andenprioriteter.
Processen gentages, indtil der er valgt det rigtige antal af mandater. Systemet anvendes bl.a. i Irland og på Malta. Et tilsvarende system udviklet af konseilspræsident C.G. Andræ anvendtes til forskellige formål i Danmark mellem 1855 og 1915.
Fordele og ulemper ved enkelt overførbare stemmer
- Vælgerne har meget stor indflydelse på, hvem der vælges.
- Systemet er i høj grad proportionelt.
- Systemet opfordrer til samarbejde mellem de forskellige partier, fordi de skal bruge hinandens andenprioritetsstemmer.
- Systemet kræver meget af vælgerne.
- Systemet kræver meget af stemmeoptællerne.
- Partierne kan blive opsplittet, fordi kandidaterne både kæmper mod de andre partiers kandidater og deres partifæller i afstemninger.

## Delvis proportionale valgmetoder
Delvis proportionale valgmetoder forsøger at kombinere overskueligheden ved flertalsvalg med den mere præcise repræsentation i de proportionale valgmetoder. Valgmetoderne kan inddeles i to kategorier; enkelt ikke-overførbar stemme og parallelle systemer.

### Enkelt ikke-overførbar stemme
Under enkelte ikke-overførbare stemmer har hver vælger én stemme, men der skal vælges mere end en kandidat i hvert distrikt. De kandidater, der har de højeste stemmeprocenter vinder valget. Hvis der eksempelvis er 4 sæder, der skal fyldes, så vil en kandidat være sikker på at blive valgt, hvis kandidaten har 20% af stemmerne. Systemet anvendes bl.a. i Jordan.
Systemet er altså mere repræsentativt end flertalsvalgs-metoder, men mindre end proportionalitets-metoder.
Fordele og ulemper
- Systemet skaber ikke så meget fragmentering som proportionalitets-systemer gør.
- Systemet kan dog skabe fragmentering internt i partierne.
- Systemet kan, alt efter synsvinkel, siges at tage det bedste eller det værste fra proportionalitets-systemer og flertalsvalgs-metoder.

### Parallelle systemer
Parallelle systemer arbejder både med proportionelle lister og flertalsvalg i enkeltmandskredse, men der laves ingen udjævning. Japan, Rusland og Somalia er blandt de lande, der har dette system.
Hvor mange kandidater, der vælges ved proportionalitet og hvor mange, der vælges ved enkeltmandskredse, varierer kraftigt; i Somalia vælges 92% ved proportionelle lister, i Tunesien kun 12%. De fleste lande, der har systemet, arbejder dog med omkring 50/50.
Fordele og ulemper
- Systemet burde skabe mindre fragmentation end proportionalitets-systemer.
- Systemet kan dog skabe to typer af mandater, nogle med regionale interesser og nogle med nationale interesser.
- Parallelle systemer er forholdsvis forvirrende for vælgerne.

## Prioritetsvalgsmetoden
Prioritetsvalgsmetoden kan med fordel anvendes når der er tale om flere opstillede kandidater til flere sidestillede pladser i f.eks. en forening eller bestyrelse, hvori der er tale om et eksakt antal positioner.
Prioritetsvalgsmetoden sikrer, at kandidater med flest stemmer bliver valgt, og at der ikke kan spekuleres i at stemme på mindre attraktive kandidater, når de første prioriterer (pladser) er blevet besat.
Prioritetsvalget foregår som skriftlig afstemning, hvor den stemmeberettigede afgiver eksempelvis tre stemmer på tre kandidater til tre ledige pladser, ud af, eksempelvis 5 kandidater. Stemmerne prioriteres, men har kun betydning ved stemmelighed. Herved får tre kandidater én stemme og to kandidater får ingen stemmer.
Efter stemmeafgivelse optælles stemmerne, og de tre kandidater med flest stemmer bliver valgt til de tre ledige poster. Opstår der stemmelighed, vil den vindende kandidat være den som har flest 1. prioriteter på stemmesedlerne. Dernæst flest 2. prioriteter etc.
Fordele og ulemper ved prioritetsvalgsmetoden
- Metoden kan kun benyttes ved skriftlige afstemninger.
- Enkelt system som er velegnet til enkelte valg til kandidaturer.